# Ascogaster townesi
Ascogaster townesi är en stekelart som beskrevs av Tang och Marsh 1994. Ascogaster townesi ingår i släktet Ascogaster och familjen bracksteklar. Inga underarter finns listade.